# سويهوا
سويهوا (بالصينية: 绥化市 )‏ هي مدينة على مستوى محافظة، في جمهورية الصين الشعبية، تتبع هيلونغجيانغ، تبلغ مساحتها 35,211 كيلومتر مربع، رمزها البريدي هو 152000.

## مدن توأم
المدن التوأم:
- بيلوغورسك.

## التقسيمات الإدارية
- Beilin District, Suihua [الإنجليزية]‏
- Wangkui County [الإنجليزية]‏
- Lanxi County [الإنجليزية]‏
- Qinggang County [الإنجليزية]‏
- Qing'an County [الإنجليزية]‏
- Mingshui County [الإنجليزية]‏
- Suiling County [الإنجليزية]‏
- أندا، هيلونغجيانغ
- جاودونغ
- هايلون.

## أعلام
- وانغ زهين
- يانغ شين